# 利奧波德六世 (奧地利)

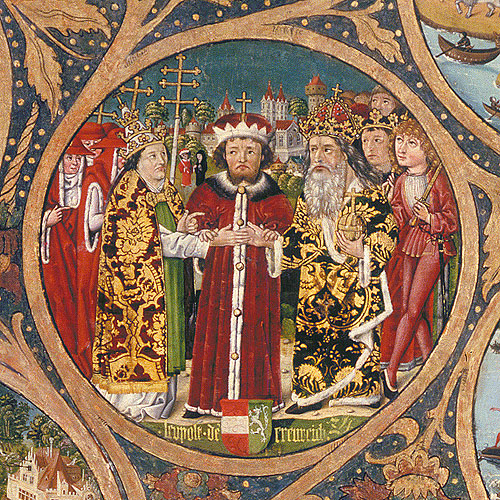
光榮的利奧波德作為教皇的調解者，克洛斯特新堡修道院，1489–1492

利奧波德六世（德語：Luitpold VI. von Österreich；1176年—1230年7月28日），有“光榮的利奧波德”稱號，施蒂里亞公爵（1195年—1230年在位）及奧地利巴本堡王朝藩侯（1198年—1230年在位）。奧地利公爵利奧波德五世與妻子匈牙利國王蓋薩二世的女兒伊蓮娜的次子、腓特烈一世的弟弟。利奧波德六世是熙篤會成員，他被譽為巴本堡王朝最偉大的君主。

## 生平

### 施蒂里亞公爵 （1195年—1198年）
父親利奧波德五世早於1192年將奧地利及施蒂里亞授與兄長腓特烈一世，而利奧波德卻沒有任何封地。但是利奧波德五世當於1194年12月31日即將去世時，他令人意外地將施蒂里亞留給利奧波德，並已得到神聖羅馬皇帝亨利六世授權。因此沒有人提出反對此舉。
初時他要在鞏固自己的領地及人民，1197年，兄長腓特烈一世參與十字軍東征，他代兄長看管奧地利公國。當時，匈牙利的安德烈公爵因為失去其封地加利奇公國及其兄不再賜他封地，所以要求與利奧波德六世聯盟共同推翻其兄長匈牙利國王伊姆雷的統治。利奧波德六世覺得不能不幫助他的表兄，所以堅持表兄伊姆雷授予安德烈的封地。然而，安德烈依然堅定不移。於是當皇帝亨利六世於1197年9月28日逝世的消息傳至利奧波德六世的耳中。利奧波德六世預計將會舉行王室會議，但是他仍決定首先處理伊姆雷。所以利奧波德六世和安德烈率軍攻打匈牙利並於1197年12月在斯拉沃尼亞打敗國王伊姆雷的軍隊。最後，利奧波德六世仍然成功調解此紛爭，伊姆雷於1198年初答應給予克羅地亞和達爾馬提亞作為安德烈的封地，但是衝突仍然沒有結束。

### 即位初年（1198年—1211年）
正在這個時候，兄長腓特烈一世於1198年4月16日在回程途中突然去世。奧地利公國和施蒂里亞公國在利奧波德六世統治下再度統一。這時，經濟問題將會發展成為經濟戰爭，帕紹主教購買維德伯格（里德馬克的西部邊界），通過沉重的關稅及其他以切斷奧地利與波希米亞貿易的最簡單途徑。利奧波德六世沒有手段去立即處理這個問題，所以他時間忍耐直至他能干預。
1198年3月8日，王室會議終於宣佈在圖林根的米爾豪森舉行。有很多領主到那裡參加議會，利奧波德六世拒絕跟隨很多其他諸侯般勸說施瓦本的菲利普放棄以成就他的侄子腓特烈二世。他甚至反對將神聖羅馬帝國劃分給霍亨斯陶芬家族的施瓦本的菲利普及韋爾夫家族不倫瑞克的奧托分治。然而，他還是提出了自己支持菲利普那邊，這樣贏得了對他的認可及足夠了，所以他回到奧地利公國。
1199年夏天，伊姆雷於巴拉頓湖打敗了安德烈的軍隊，安德烈立即逃往奧地利。利奧波德六世立即進軍匈牙利以作出回應。最後伊姆雷與安德烈兩兄弟在教皇特使的調停下和解，安德烈得到克羅地亞和達爾馬提亞作為封地。從此，利奧波德六世與伊姆雷一直保持良好關係直至伊姆雷逝世為止。
利奧波德六世原本與波希米亞國王奧托卡一世與第一任妻子邁森的阿德萊德的女兒訂婚，其後奧托卡一世與邁森的阿德萊德離婚，利奧波德六世的婚約亦因此告吹，並於1203年在維也納迎娶狄奧多拉·安吉麗娜。
伊姆雷於1204年11月30日逝世，年僅五歲的拉斯洛三世繼承王位。利奧波德六世原本以為安德烈會接受攝政這榮譽。考慮到兒子的地位是不安全，康斯坦絲女王帶着拉斯洛三世逃往奧地利。雖然安德烈公爵盡力捕捉出走的康斯坦絲女王和拉斯洛三世，但他們仍可到達奧地利的維也納向利奧波德六世尋求庇護。在安德烈威脅他要入侵奧地利的情況下，利奧波德六世然願意為拉斯洛三世二人提供庇護。可惜拉斯洛三世突然於1205年5月7日去世。安德烈二世順利繼承王位。
維也納宮庭突然有另一個更緊迫的問題要解決。兩個異端組織瓦勒度派及巴塔里亞派一同入侵奧地利，想要推翻既定的秩序。當時帕紹教區一直忽略奧地利的情況，他們亦無力妥善平息這些異端的興起，利奧波德六世以高純的基督教名義下，於1206年至1207年冬季派遣使節前往羅馬請求在維也納設立新的教區。這做法激怒了帕紹主教。因此，雙方都派了代表到羅馬教皇英諾森三世前進行仲裁。
奧地利使節一開始就解釋祝聖、確認、教堂奉獻、主教等功能，甚至打擊對異端完全靠其他旅居主教。這種忽視的行為破壞了奧地利人民對天主教的神聖信仰和將他們放在一個脆弱的狀態。如果無人看管，它可能導致異端橫行。奧地利使節隨後又解釋說奧地利是一個富裕的地區，僅次於科隆。又承諾奧地利公爵利奧波德六世會從自己的庫房及並從他的市民的財產支付每年一千馬克給予在奧地利第三或第四的帕紹教區，其中使節辯說，這樣不是一個很大的損失，帕紹教區仍然持有超過其原有的飛地權利和土地財產，只是帕紹教區失去其教區的權利而已。帕紹使節接著發言指出，帕紹有一個不可忽視的權利。如果奧地利公爵承認新教區，帕紹主教將失去他對公國的影響力，奧地利公爵將對在奧地利的教堂施加控制。儘管帕紹使節說法，教皇英諾森三世在權衡利害後否決了利奧波德六世提出的建議及論據。
國王施瓦本的菲利普於1208年6月21日被謀殺，利奧波德六世大為震驚，為了鞏固自己的地位，他立即聯同巴伐利亞公爵路易一世等諸侯到達新國王奧托四世的王庭向他表示敬意。然後利奧波德六世盡職盡責地出席了於1209年5月在維爾茨堡王庭會議，並代表帝菲利普的11歲的女兒貝婭特麗克絲促成她與皇帝奧托四世訂婚。但是，利奧波德六世並沒有參加奧托四世於1209年10月在羅馬舉行的加冕儀式。他被新皇帝過分的金錢要求激怒了。因此，他沒有參加奧托四世在西西里島的征討行動。
利奧波德六世於1210年已不能再容忍無視法紀的異端分子，他迫害異教徒使他飢奧地利和施蒂里亞。他希望此舉能令教重回心轉意，支持於奧地利成立教區，但是希望再次落空。
然而，早在1211年，利奧波德六世決定與皇帝奧托四世對立，而在9月，他參加了諸侯在紐倫堡會議選出前皇帝亨利六世的兒子腓特烈二世為皇帝，並呼籲他回來神聖羅馬帝國。儘管他參與了紐倫堡會議的決定，利奧波德六世跟著巴伐利亞公爵路易一世的例子，於1212年4月再次回到皇帝奧托四世的陣營，部分原因是因為奧托四世承諾將波希米亞賜給當時的國王奧托卡一世的長子、利奧波德六世的朋友邁森藩侯迪特里希的侄子弗拉季斯拉夫。利奧波德六世發現迪特里希是對抗敵對的奧托卡一世時在北部邊境一個有用的盟友。利奧波德六世曾將他的寶貝兒子利奧波德許配給迪特里希的女兒，並在利奧波德六世十字遠征時任命迪特里希守護他的公國。

### 參與十字軍（1212年—1218年）
利奧波德六世在1212年八月下旬或年未離開維也納參加阿爾比十字軍的德國十字軍隊伍。但是他的希望失望而回，因為教皇下令停止進行軍事討伐，由阿拉貢國王佩德羅二世調解及召集主教會議。這種行為令許多德意志十字軍深惡痛絕，但是利奧波德六世卻尋找其他戰場服役。利奧波德六世決定加入他的親屬阿拉貢國王佩德羅二世的陣營進行收復失地運動。他們都帶領自己的軍隊盡可能在奪回卡拉特拉瓦騎士在拉曼恰的堡壘。收復失地運動通過這一點，穆斯林軍隊表現出很少供應去戰鬥，因此利奧波德六世與他的軍隊於1212年冬季從西班牙返回奧地利，當他回來後，發現他的鄰居波希米亞、克恩頓公國、巴伐利亞及巴伐利亞的主教們已經站在腓特烈二世的那邊。他最後也返回腓特烈二世的陣營。在1213年的聖燭節（2月2日），他為年輕的國王在雷根斯堡做祭奠及於1213年7月12日與波希米亞國王奧托卡一世、巴伐利亞公爵路易一世、薩爾茨堡主教埃伯哈德，帕紹主教等眾多諸侯和高級教士在一起，他在埃格爾（海布）追加了簽署1213年發佈的金璽詔書。金璽詔書中，腓特烈二世提出了自己服從教皇，並自我承諾自由規範選舉原則的章節，教會問題可自由無阻礙地到羅馬教庭上訴，並放棄了傳統的皇帝對已故主教（Spolienrecht）的個人財產權利和空置聖座（Regalienrecht）的收入等。
隨後在1213年8月，利奧波德六世跟隨皇帝腓特烈二世在無果而終的圍困亞琛及留在梅斯的王庭中。然而，因傷到了腳及他不得不處理與他的鄰居帕紹主教新的爭端，而被逼回家。維也納的經濟綻放已經驚動了帕紹主教伯格的馬內戈爾德，他多年來曾試圖在波希米亞開辟新市場，因為此地由兩條偉大的貿易路線連接起來：Golden Ascent 和王者大道（Via Regia）從林茨連接，通過奧滕斯海姆、米爾地區聖馬丁及阿爾滕費爾登等地。帕紹主教已經從威爾赫林家族購入Waxenburg和從梅拉涅公爵奧托一世手上購入GroßeMühl。為了對付來自帕紹的威脅，利奧波德六世於1213年從克拉姆伯爵烏爾里希買入弗賴施塔特以確保到波希米亞貿易路線，和發展成被稱為“Mühlviertel”的經濟中心。
1213年秋季，利奧波德六世拜訪匈牙利國王安德烈二世。但國王已經去了參與對加利奇公國的戰爭，利奧波德六世決定花時間與匈牙利王后格特魯德，王后的兄長阿奎萊亞牧首貝特霍爾德和她的兒子貝拉到皮利什山上。當他們穿過森林，利奧波德六世和貝特霍爾德出去狩獵，突然，一群反德意志的匈牙利貴族伏擊匈牙利王后格特魯德及她的隨從，並於1213年9月28日殺害她。當時利奧波德六世和貝特霍爾德剛巧回來，但為時已晚。利奧波德六世英勇戰鬥並於途中帶貝拉走到安全地方。
年老的帕紹主教伯格的馬內戈爾德於1215年6月9日在維也納去世。雖然利奧波德六世仍未成功實現他一直渴望建主維也納教區的夢想，他卻滿意由他的前顧問烏爾里希二世成為帕紹主教。烏爾里希二世沒有收到他的奉獻，直到1216年，可能是避免被懷疑偏向利奧波德六世。
然後，匈牙利國王安德烈二世和奧地利公爵利奧波德六世於1217年參與第五次十字軍東征前往聖地。他們於1217年8月在亞得里亞海揚帆出發，利奧波德六世的船比較快，因此他要與安德烈二世相約於1217年9月8日在塞浦路斯集合。1217年9月中旬，他們已經達到了阿卡。在第二年春天，利奧波德六世積極參加圍攻達米埃塔，特別是於1218年8月24日他英勇地攻取尼羅河河畔的穆斯林要塞。在五月初，他與他的奧地利軍隊離開了埃及。在回程的路上，他前去拜會教皇霍諾里烏斯三世。教皇向利奧波德六世傾訴皇帝腓特烈二世給他造成的所有困擾。然後終於在1218年8月底回到奧地利。他這次旅程被所有人視已經發揮了良好的角色作用。科隆的奧利弗寫了“他奮勇地為基督教戰鬥了一年半。”來描述。

### 晚年（1219年—1230年）
利奧波德六世在位期間修築了很多修道院，他的宮庭被譽為戀歌（德國12世紀至14世紀抒情詩與歌曲）中心，不少出名的戀歌詩人包括烏爾里希二世、瓦爾特馮德爾弗格爾瓦伊德及奈德哈特馮羅嚴塔爾都活躍地在他的宮庭寫詩。尼伯龍根之歌也可能在他的宮庭寫成的。
在利奧波德六世統治下，哥德式建築風格開始傳到奧地利。利奧波德六世暫住在克洛斯特新堡時的漂亮房子是被稱為在多瑙河地區被哥德式建築影響的第一座建築物，今天可以拉克森堡的宮殿花園看到它的重建物。1220年，利奧波德六世選擇了勃艮第的建築大師打造成Capella Speziosa教堂在修道院旁邊。這教堂成為當時被認為最美麗神聖的建築，可惜在十八世紀被拆毀。
1229年6月10日，皇帝腓特烈二世在普利亞再次登陸。這次反過來導致教皇格雷戈里九世強烈呼籲利奧波德六世加入報復皇帝的陣營中，以懲罰他對基督教的罪行。利奧波德六世沒有對此回應，因為腓特烈二世的兒子亨利入侵巴伐利亞公爵路易一世統治的巴伐利亞而不為所動。皇帝腓特烈二世有這麼大的影響力，甚至許多奧地利修道院都站在他那邊。因此，利奧波德六世與阿奎萊亞牧首、薩爾茨堡大主教、Merania公爵及其他諸侯一起歡迎皇帝的邀請以仲裁他與教皇的糾紛。他於1230年復活節來到意大利。經過曠日持久的談判後，終於在1230年7月23日，教皇和皇帝在聖杰爾馬諾（卡西諾）發誓要堅持和平，由利奧波德六世和其他諸侯誓言皇帝遵守承諾。聖杰爾馬諾的和平是利奧波德六世最後一次正式的活動。
利奧波德六世於1230年7月28日於聖杰爾馬諾病逝，因他的長子及次子已逝，由第三子腓特烈二世繼承爵位。

## 個人評價
利奧波德六世的生活是騎士的象徵從而啟發後世。沒有比他同時代的被賦予更真實的評價。
神聖羅馬皇帝描寫他為“熱愛和平及為和諧熱心的人。”
教皇格雷戈里九世，寫給利奧波德六世的遺孀：“我們對他的正氣有信心，在和平談判中，我們會跟隨他的忠告。”
羅馬教皇格雷戈里九世在他逝世四年之後的1234年再次寫信給他的兒子奧地利公爵腓特烈二世：“我們相信，他獲得永恆生命的冠冕，因為他是美德的鏡像和模範，他對羅馬教會的誠信令他蒙恩，光榮服從救世主的命令以保護聖地，榮幸獲得可敬的德意志勳章，並通過他的虔誠作了充足的捐贈。“
即使是他大肆捐贈給奧地利修道院的人，一同合唱讚美利奧波德六世，稱他為“輝煌，為神職人員唯一的安慰”-（在他的祖國的裝飾品，神職人員獨特的安慰）。

## 家庭
利奧波德六世與其妻狄奧多拉·安吉麗娜共有七名兒女。
1. 瑪格麗特（1204年－1266年2月28日），奧地利女公爵，和神聖羅馬帝國皇帝腓特烈二世的長子及指定繼承人亨利結婚，然後在他去世後，嫁給波希米亞國王奧托卡二世。
2. 艾格尼絲（1205年2月19日－1226年8月29日），與薩克森公爵阿爾布雷希特一世結婚
3. 利奧波德（1207年－1216年）
4. 亨利，莫德林公爵（1208年－1228年11月28日），娶圖林根的艾格尼絲他們唯一的女兒，奧地利的格魯迪，在她的叔叔腓特烈二世去世後是巴本堡家族唯一的女繼承人。
5. 格特魯德（1210年－1241年），與圖林根領主亨利·拉斯佩結婚
6. 腓特烈二世，奧地利公爵（1211年4月25日－1246年6月15日）
7. 君士坦蒂亞（1212年4月6日－1243年6月5日），與邁森藩侯亨利三世結婚

| 利奧波德六世 (奧地利) 巴本堡王朝出生于：1176年逝世於：1230年7月28日 | 利奧波德六世 (奧地利) 巴本堡王朝出生于：1176年逝世於：1230年7月28日 | 利奧波德六世 (奧地利) 巴本堡王朝出生于：1176年逝世於：1230年7月28日 |
| 統治者頭銜                                                          | 統治者頭銜                                                          | 統治者頭銜                                                          |
| ------------------------------------------------------------------- | ------------------------------------------------------------------- | ------------------------------------------------------------------- |
| 前任者： 腓特烈一世                                                 | 奥地利公爵 1198年–1230年                                            | 繼任者： 腓特烈二世                                                 |